# Tommaso Campanella
Giovanni Domenico Campanella (Stilo, 5 de setembro de 1568 — Paris, 21 de maio de 1639) mais conhecido pelo nome religioso Tommaso Campanella, foi um frade dominicano, filósofo, poeta e teólogo italiano do Renascimento.

## Carreira
Ingressou muito jovem na Ordem dos Pregadores e logo se dedicou aos estudos de filosofia. Em 1599 foi detido pelas autoridades espanholas que governavam Nápoles, acusado de heresia e conspiração contra a Coroa. Embora nunca tenha confessado, permaneceu preso — principalmente no Castel Nuovo — por 27 anos.
Libertado a 15 de maio de 1626, foi transferido a Roma e julgado pelo Santo Ofício por proposições consideradas suspeitas em suas obras; ali ficou custodiado até 6 de abril de 1629, quando obteve liberdade plena. Passou então alguns anos no convento de Santa Maria sopra Minerva.
Em 1634, temendo nova perseguição por suposta participação em outra conspiração contra a Espanha, acatou o conselho do papa Urbano VIII e exilou-se na França, onde foi bem recebido por Luís XIII e pelo cardeal Richelieu.
Campanella produziu obra vasta — abrangendo gramática, retórica, filosofia, teologia, política e medicina. Para ele, as ciências descrevem os seres “como são”, enquanto à filosofia, sobretudo à metafísica, cabe explicar “por que são”.
Sua obra mais célebre é A Cidade do Sol (La città del Sole, 1602; publ. 1623).

## Publicações selecionadas
Entre suas obras, destacam-se:

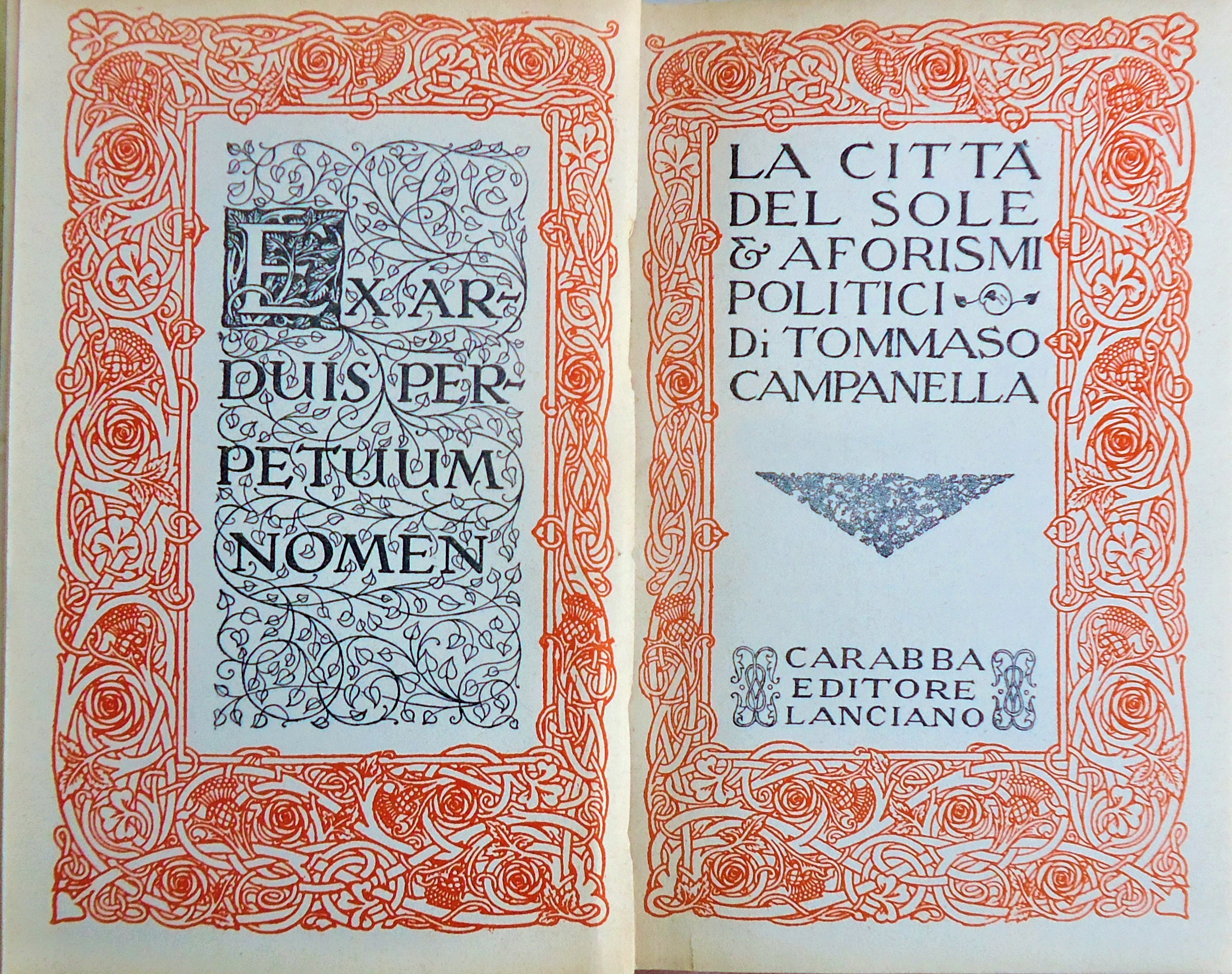
Tommaso Campanella, La Città del Sole, Carabba, 1915

- Aforismi politici, a cura di A. Cesaro, Guida, Napoli 1997
- An monarchia Hispanorum sit in augmento, vel in statu, vel in decremento, a cura di L. Amabile, Morano, Napoli 1887
- Antiveneti, a cura di L. Firpo, Olschki, Firenze 1944
- Apologeticum ad Bellarminum, a cura di G. Ernst, in «Rivista di storia della filosofia», XLVII, 1992
- Apologeticus ad libellum ‘De siderali fato vitando’, a cura di L. Amabile, Morano, Napoli 1887
- Apologeticus in controversia de concepitone beatae Virginis, a cura di A. Langella, L’Epos, Palermo 2004
- Apologia pro Galileo, mathematico Florentino (Frankfurt, 1622);[3]
- Apologia pro Scholis Piis, a cura di L. Volpicelli, Giuntine-Sansoni, Firenze 1960
- Articoli prophetales, a cura di G. Ernst, La Nuova Italia, Firenze 1977
- Astrologicorum libri VII, Francofurti 1630Metaphysica, 1638

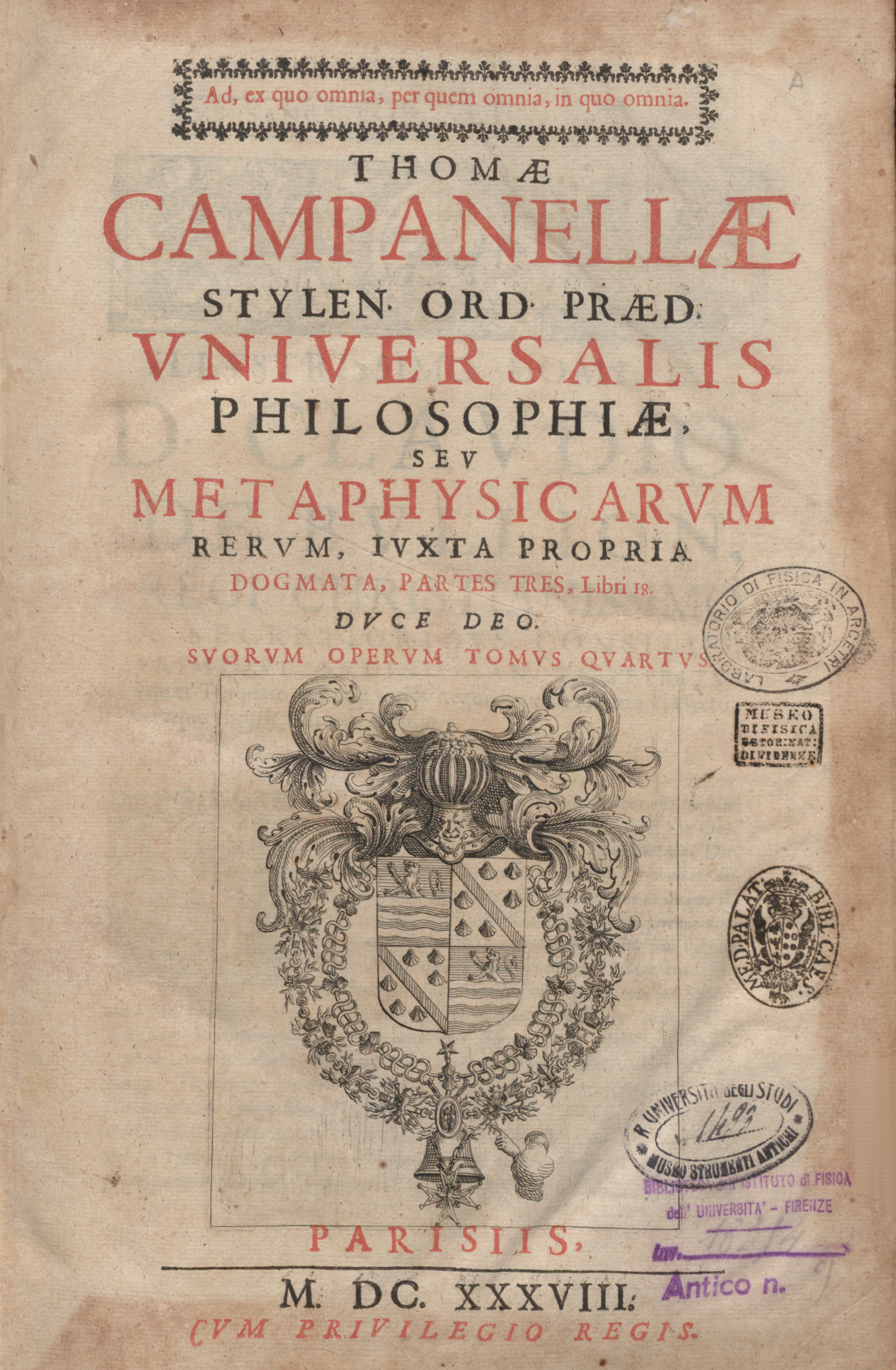
Metaphysica, 1638

- L'ateismo trionfato, ovvero riconoscimento filosofico della religione universale contra l'antichristianesimo macchiavellesco, a cura di G. Ernst, Edizioni della Normale, Pisa 2004 ISBN 88-7642-125-4
- De aulichorum technis, a cura di G. Ernst, in «Bruniana e Campanelliana», II, 1996
- Avvertimento al re di Francia, al re di Spagna e al sommo pontefice, a cura di L. Amabile, Morano, Napoli 1887
- Calculus nativitatis domini Philiberti Vernati, a cura di L. Firpo, in Atti della R. Accademia delle Scienze di Torino, 74, 1938-1939
- Censure sopra il libro del Padre Mostro. Proemio e Tavola delle censure, a cura di L. Amabile, Morano, Napoli 1887
- Censure sopra il libro del Padre Mostro: «Ragionamenti sopra le litanie di nostra Signora», a cura di A. Terminelli, Edizioni Monfortane, Roma 1998
- Chiroscopia, a cura di G. Ernst, in «Bruniana e Campanelliana», I, 1995
- La Città del Sole, a cura di L. Firpo, Laterza, Roma-Bari 2008 ISBN 88-420-5330-9
- Commentaria super poematibus Urbani VIII, codd. Barb. Lat. 1918, 2037, 2048, Biblioteca Vaticana
- Compendiolum physiologiae tyronibus recitandum, cod. Barb. Lat. 217, Biblioteca Vaticana
- Compendium de rerum natura o Prodromus philosophiae instaurandae, Francofurti 1617
- Compendium veritatis catholicae de praedestinatione, a cura di L. Firpo, Olschki, Firenze 1951
- Consultationes aphoristicae gerendae rei praesentis temporis cum Austriacis ac Italis, a cura di L. Firpo, Olschki, Firenze 1951
- Defensio libri sui 'De sensu rerum’, apud L. Boullanget, Parisiis 1636
- Dialogo politico contro Luterani, Calvinisti e altri eretici, a cura di D. Ciampoli, Carabba, Lanciano 1911
- Dialogo politico tra un Veneziano, Spagnolo e Francese, a cura di L. Amabile, Morano, Napoli 1887
- Discorsi ai principi d’Italia, a cura di L. Firpo, Chiantore, Torino 1945
- Discorsi della libertà e della felice soggezione allo Stato ecclesiastico, a cura di L. Firpo, s.e., Torino 1960
- Discorsi universali del governo ecclesiastico, a cura di L. Firpo, UTET, Torino 1949
- Disputatio contra murmurantes in bullas ss. Pontificum adversus iudiciarios, apud T. Dubray, Parisiis 1636
- Disputatio in prologum instauratarum scientiarum, a cura di R. Amerio, SEI, Torino 1953
- Documenta ad Gallorum nationem, a cura di L. Firpo, Olschki, Firenze 1951
- Epilogo Magno, a cura di C. Ottaviano, R. Accademia d’Italia, Roma 1939
- Expositio super cap. IX epistulae sancti Pauli ad Romanos, apud T. Dubray, Parisiis 1636
- Index commentariorum Fr. T. Campanellae, a cura di L. Firpo, in «Rivista di storia della filosofia», II, 1947
- Lettere 1595-1638, a cura di G. Ernst, Istituti Editoriali e Poligrafici Internazionali, Pisa-Roma 2000
- Lista dell’opere di fra T. Campanella distinte in tomi nove, a cura di L. Firpo, in «Rivista di storia della filosofia», II, 1947
- Medicinalium libri VII, ex officina I. Phillehotte, sumptibus I. Caffinet F. Plaignard, Lugduni 1635
- Metafisica, A cura di Giovanni Di Napoli, (brani scelti del testo latino e traduzione italiana, 3 volumi), Bologna, Zanichelli 1967
- Metafisica. Universalis philosophiae seu metaphysicarum rerum iuxta propria dogmata. Liber 1º, a cura di P. Ponzio, Levante, Bari 1994
- Metafisica. Universalis philosophiae seu metaphysicarum rerum iuxta propria dogmata. Liber 14º, a cura di T. Rinaldi, Levante, Bari 2000
- Monarchia Messiae, a cura di L. Firpo, Bottega d’Erasmo, Torino 1960
- Philosophia rationalis, apud I. Dubray, Parisiis 1638
- Philosophia realis, ex typographia D. Houssaye, Parisiis 1637
- Philosophia sensibus demonstrata, a cura di L. De Franco, Vivarium, Napoli 1992
- Le poesie, a cura di F. Giancotti, Einaudi, Torino 1998
- Poetica, a cura di L. Firpo, Mondatori, Milano 1954
- De praecedentia, presertim religiosorum, a cura di M. Miele, in «Archivum Fratrum Praedicatorum», LII, 1982
- De praedestinatione et reprobatione et auxiliis divinae gratiae cento Thomisticus, apud I. Dubray, Parisiis 1636
- Quod reminiscentur et convertentur ad Dominum universi fines terrae, a cura di R. Amerio, CEDAM, Padova 1939 (L. I-II), Olschki, Firenze 1955-1960 (L. III-IV)
- Del senso delle cose e della magia, Rubbettino, Soveria Mannelli 2003
- De libris propriis et recta ratione. Studendi syntagma, a cura di A. Brissoni, Rubbettino, Soveria Mannelli 1996
- Theologia, L. I-XXX, Libro Primo, Edizione critica a cura di Romano Amerio, Milano, 1936.